# Yoshida Kanetomo

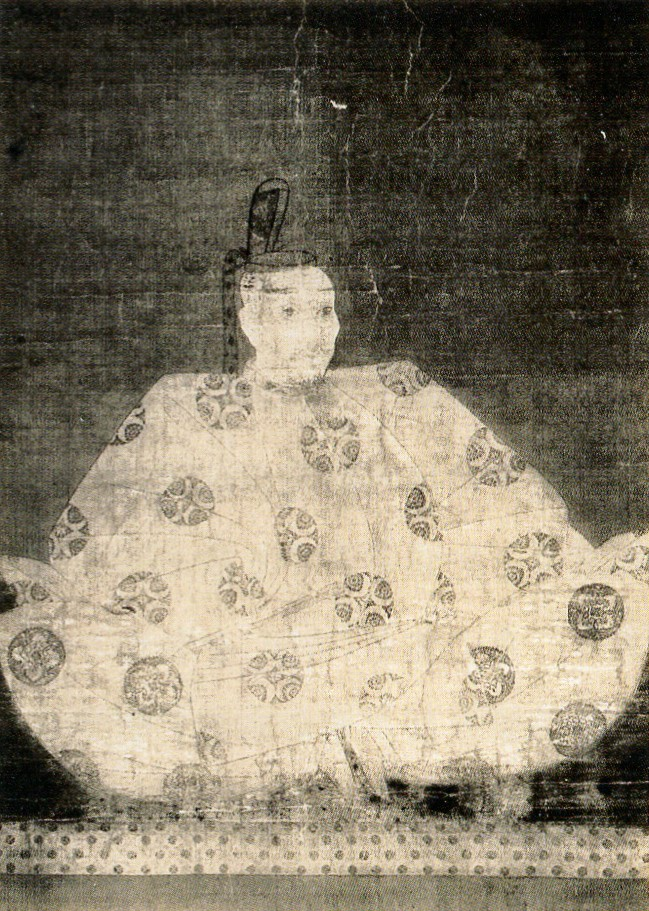
Yoshida Kanetomo

Yoshida Kanetomo (japanisch 吉田 兼倶; * 1435; † 1511) war ein religiöser Reformer Japans. Er stammte aus einer alten Weissager-Familie am Kaiserhof, der Yoshida bzw. Urabe.

## Leben und Wirken
Yoshida Kanetomo, als engagierter Nachfahre der Yoshida-Familie, war bestrebt, Shintō unter die Aufsicht seiner Familie zu bringen. So errichtete er 1484 einen Altar am Yoshida-Schrein, der nach seiner Vorstellung das Zentrum für alle Schreine im Lande sein sollte. Später behauptete er, die Götter vom Ise-Schrein hätten sich selbst hierher begeben.
Yoshida erweiterte die Formen der Anbetung im Shintō. wobei er Formen des esoterischen Buddhismus übernahm. Mit dem von ihm begründeten Yoshida-Shintō beginnt der Shintō als eigene, kohärente Religion zu existieren. Er betonte, dass Shintō der Ursprung von allem sei und das Wichtigste für Japan, sowie, dass Shintō an sich dem Buddhismus und Konfuzianismus überlegen sei.